# Lista de formatos de banda desenhada

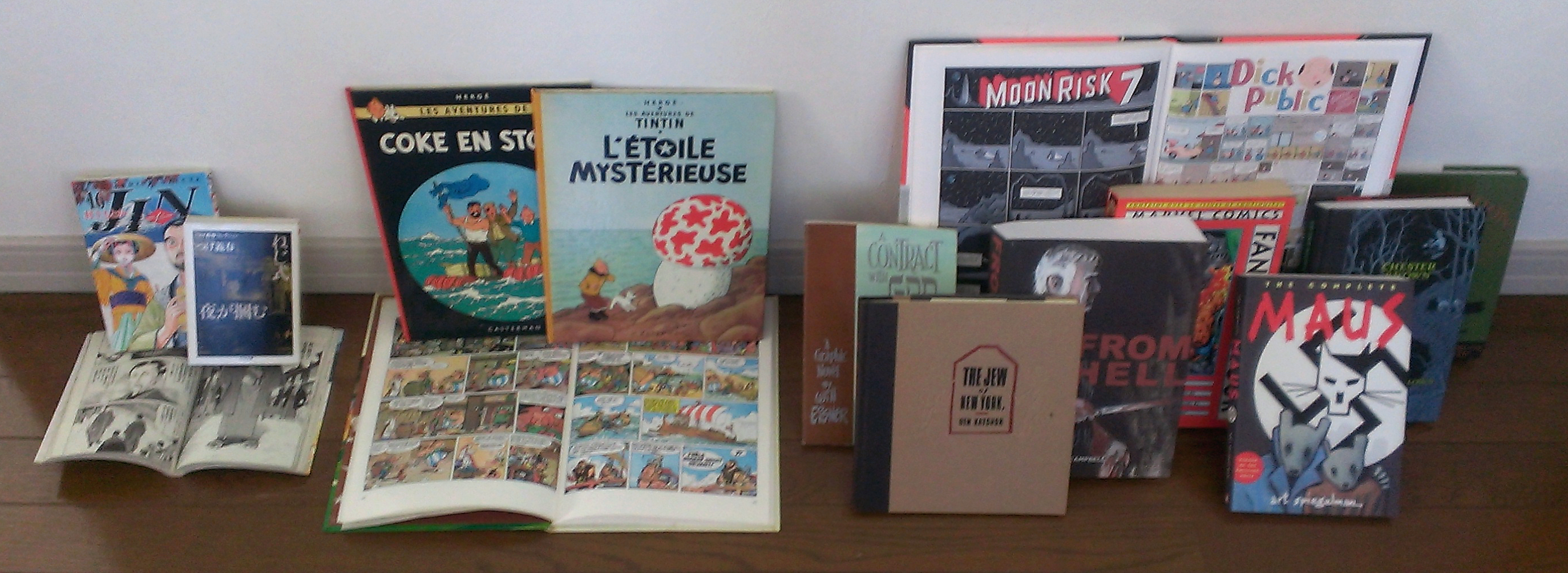
Uma comparação de formatos de banda desenhada em todo o mundo. O grupo da esquerda é do Japão e mostra o tankōbon e os formatos menores, chamados de bunkobon. No grupo do meio as bandas desenhadas franco-belgas no tamanho A4, formato padrão de álbuns. No grupo da direita, os romances gráficos de países de anglofónos, onde não existe um formato padrão.

## Álbum

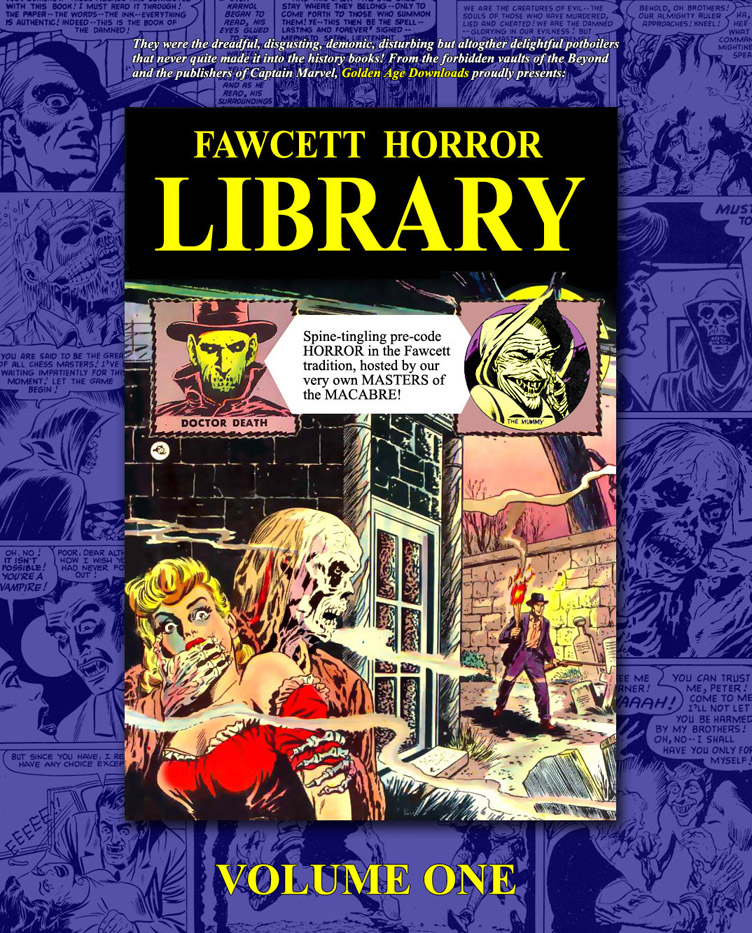
Exemplo de fanálbum digital.

Álbum é um termo para edição em formato livro de banda desenhada, bastante popular na Europa, é usado como sinônimo de trade paperback (edição que reúne histórias ou arcos de histórias publicadas em revistas de banda desenhada) e graphic novel (que apresenta uma história fechada). Um álbum independente recebe o nome de fanálbum, um neologismo derivado do termo fanzine criado pelo português Geraldes Lino.

## Almanaque
Almanaque é um termo usado para indicar um tipo de revista especial com um número maior de páginas, um almanaque pode conter histórias inéditas, republicações ou encalhes, podendo abrigar até mesmo arcos de história.

## Bolso
Formato usado nos livros de bolso, varia de 11,0 cm x 17,8 cm a 13,5 cm x 21,6 cm (apesar de que para as banda desenhadas, essa dimensão equivale aos formatinhos).

## Bonellide
Formato criado pela editora italiana Sergio Bonelli Editore (16 x 21 cm).

## Formatinho
Também conhecido como "digest size" (13 x 21 cm), o formato se assemelha ao A5 (14 x 21 cm).

## Formato americano ou comic book

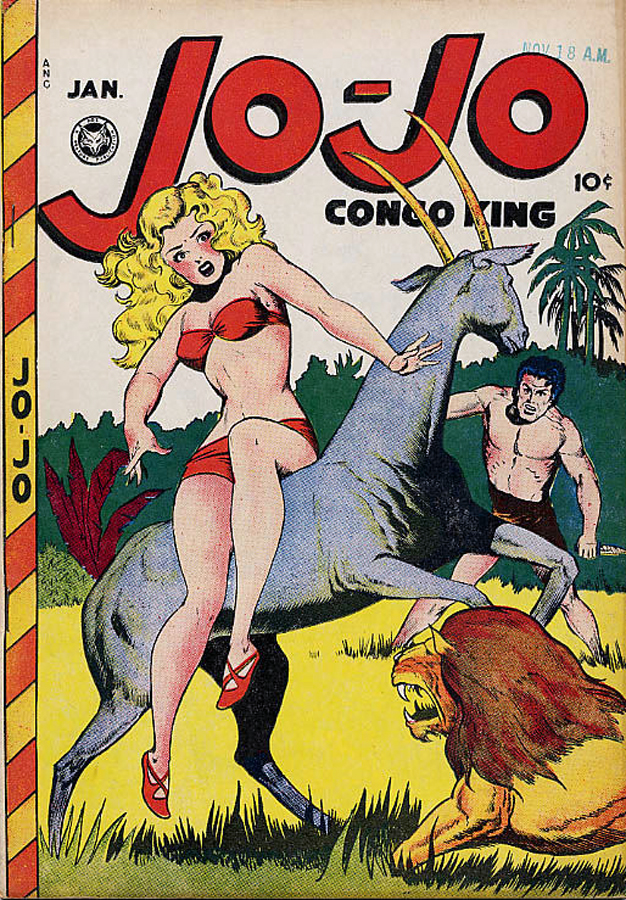
Revista em formato americano

Formato usado nas revistas estadunidenses, os chamados comic books, inicialmente correspondia a metade de tabloide., mas atualmente está padronizado no tamanho 17 x 26 cm..

## Magazine

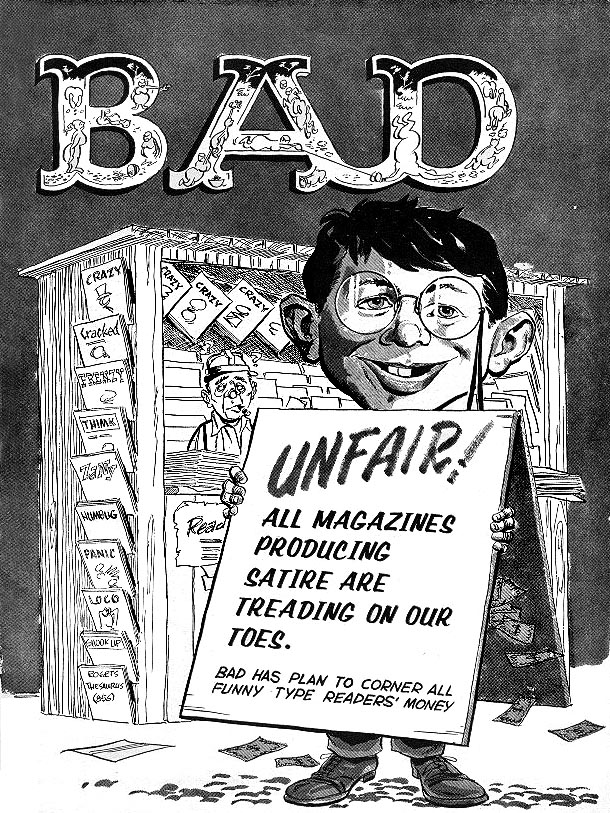
Alfred E. Neumann, o mascote da Revista Mad na capa de This Magazine is Crazy vol. 4, número 8, março de 1959

Magazine é um termo em inglês para designar revista (enquanto que revistas de banda desenhada são chamadas de "comic books", literalmente livros de banda desenhada), o formato foi adotado pela EC Comics, em 1954 pela Revista Mad, inicialmente, a Mad foi publicada no formato americano, logo a editora resolveu adotar o formato de magazine e em preto e branco, a fim de evitar a censura do Comics Code Authority, antes da publicada da Mad, a revista foi bastante criticada pelas histórias de terror, principalmente depois da publicação do livro Seduction of the Innocent, anos mais tarde, o formato foi usado pela Warren Publishing, editora que também investiria no gênero terror.

## Formatos de jornal
Os formatos de jornal geralmente são usados para pranchas dominicais. O formato mais comum é o tabloide, porém, a revista O Lobinho do Grandes Consórcios de Suplementos Nacionais do jornalista Adolfo Aizen era publicada no formato Standard.

## Tamanhos de papel

Tamanhos de papel série A

Tamanhos de papel são medidas padronizadas encontradas no mercado, ou seja, os artistas desenham nesses tamanhos, sem que sejam publicados no mesmo tamanho, contudo, os tamanhos também podem ser usados em publicações, o Formato A4 por exemplo, é bastante utilizado nos álbuns de Banda desenhada franco-belga e o A6, usado em minicomics.

## Talão de cheque
Talão de cheque (Albi a striscia no original), , Outro formato surgido na Itália, pequena revista horizontal (17 x 8 cm), semelhante a um talão de cheques, cada página equivale a uma tira diária, o personagem Tex Willer da Sergio Bonelli Editore foi publicado originalmente nesse formato.

## Trade paperback
Trade paperback, TPB ou encadernado é o nome dado a edições especiais que compilam histórias ou arco de histórias publicadas em revistas periódicas. Nos mangas o formato bastante utilizado é o tankobon.